# 诺让泰勒
诺让泰勒（法語：Nogentel，法語發音：[nɔʒɑ̃tɛl]）是法国上法蘭西大區埃纳省的一个市镇，属于蒂耶里堡区。

## 地理
诺让泰勒（49°0'59"N, 3°24'9"E）面积6.93 平方千米，位于法国上法蘭西大區埃纳省，该省份为法国北部内陆省份，北起北部省，西接索姆省和瓦兹省，东临阿登省和马恩省，西南至塞纳-马恩省，东北部与比利时接壤。
与诺让泰勒接壤的市镇（或旧市镇、城区）包括：蒂耶里堡、马恩河畔谢济、马恩河畔埃索姆、马恩河畔埃唐普、内勒拉蒙塔涅。

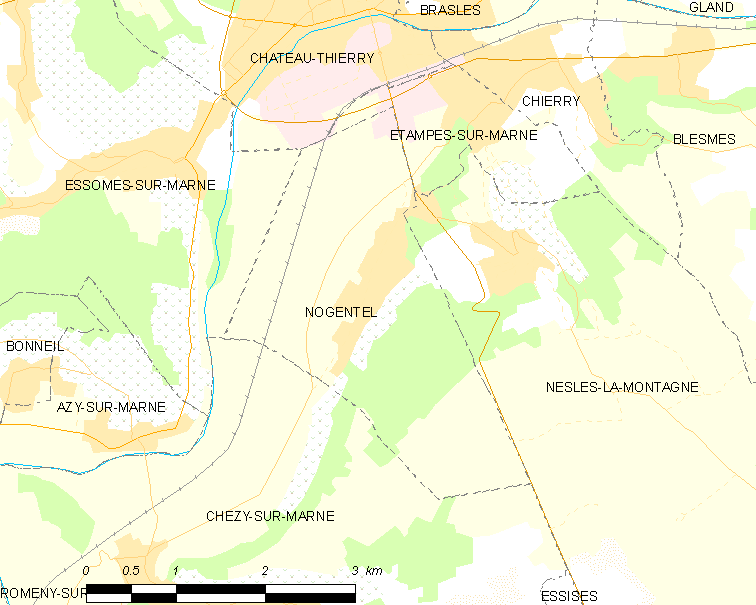
诺让泰勒的OSM定位图

诺让泰勒的时区为UTC+01:00、UTC+02:00（夏令时）。

## 行政
诺让泰勒的邮政编码为02400，INSEE市镇编码为02554。

## 政治
诺让泰勒所属的省级选区为马恩河畔埃索姆县。

## 人口

1962-2008年间诺让泰勒人口变化图示

诺让泰勒于2022年1月1日时的人口数量为1106人。